# Шварцах на Мајни
Шварцах на Мајни (њем. Schwarzach am Main) град је у њемачкој савезној држави Баварска. Једно је од 31 општинског средишта округа Кицинген. Према процјени из 2010. у граду је живјело 3.667 становника. Посједује регионалну шифру (AGS) 9675165.

## Географски и демографски подаци
Шварцах на Мајни се налази у савезној држави Баварска у округу Кицинген. Град се налази на надморској висини од 190–205 метара. Површина општине износи 21,1 km². У самом граду је, према процјени из 2010. године, живјело 3.667 становника. Просјечна густина становништва износи 174 становника/km².